# Ольга Романовна
О́льга Рома́новна (ум. после 1289) — дочь князя Романа Михайловича — «старого» князя Чернигова и Брянска, с 1264 года жена волынского князя Владимира Васильковича.

## Биография
Княгиня Ольга Романовна известна по завещанию мужа Владимира Васильковича. В 1287 году галицко-волынские князья пошли в поход на Польшу. Тяжело больной князь Владимир Василькович послал вместо себя воеводу, а сам остался в Каменце. Не имея потомства, Владимир завещал «землю свою всю и города» луцкому князю Мстиславу Даниловичу.
Сохранившиеся, вероятно, не целиком, в летописном тексте, две грамоты Владимира являются древнейшим образцом княжеских духовных. Отдельно была написана грамота, в которой жене Ольге Романовне был завещан город Кобрин и село Городел (ныне Городец). Кроме того, в грамоте князь записал: «… а княгиня моя оже восхочет в черничь поити поидеть, Аже не восхочет ити, а како ей любо мне не воставши смотрети, что, кто маеть чинить по моем животе». К тому же князь вынудил преемника целовать крест, что он не отдаст приёмную дочь Изяславу против её воли замуж, а только так, как захочет Ольга.

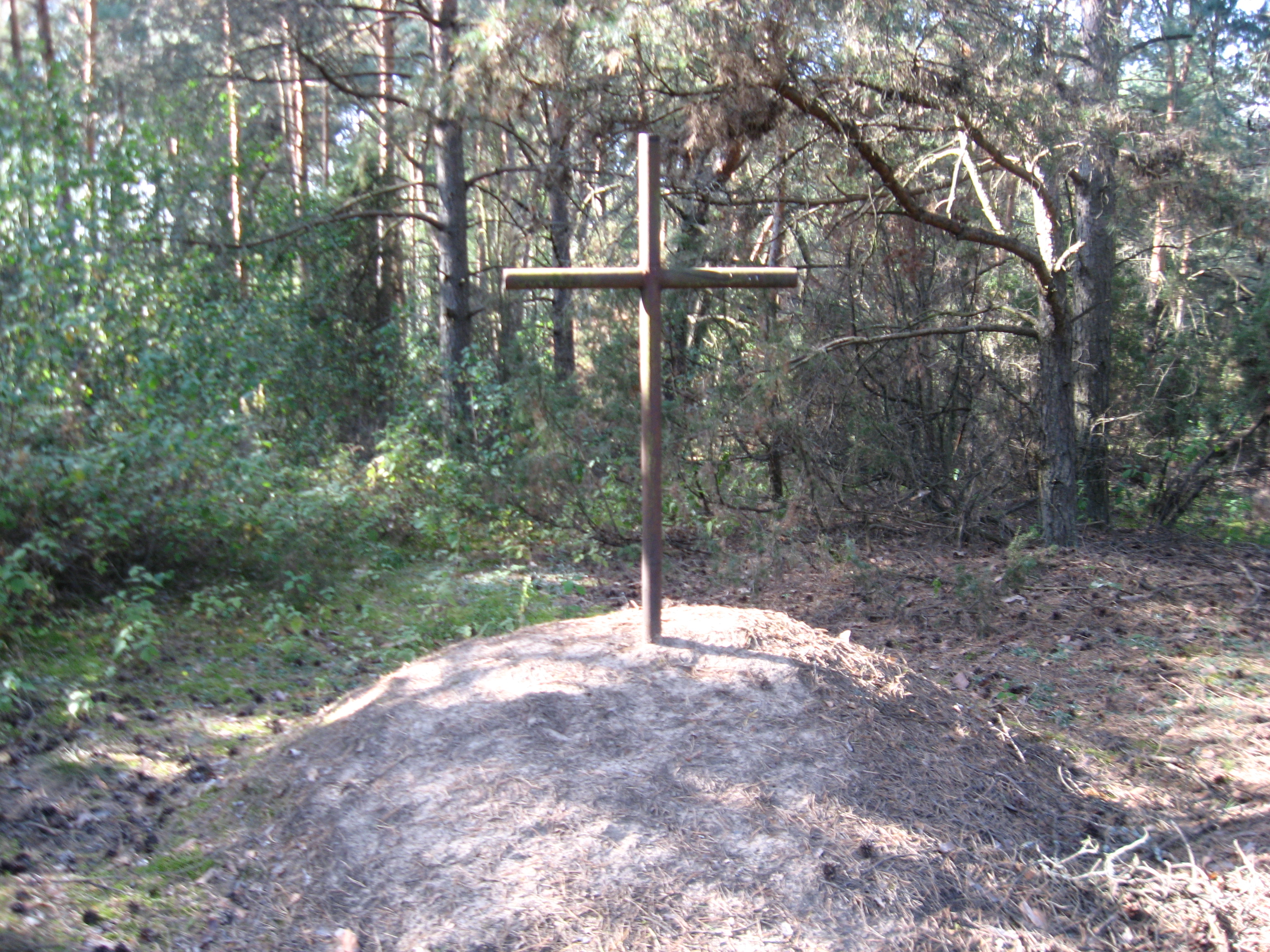
Крест на Княжей Горе

10 декабря 1288 года Владимир Василькович умер. Ольга Романовна на похоронах мужа была с Изяславой и с сестрой своего мужа монахиней Еленой. Последний раз в Ипатьевской летописи Ольга упоминается в марте 1289 года.
По легенде, её могила находится в урочище Княжая гора возле деревни Ляхчицы.
Некоторые исследователи, опираясь на особенности написания части Ипатьевской летописи, которая получила название "Повести  о Владимире Васильковиче", считают её автором Ольгу Романовну. В этой части летописи присутствует и избыточность собственных чувств в описании Владимира Васильковича, ближайшая прямая аналогия которой панегирик князю Васильку Ростовскому, созданный родной теткой Ольги Романовны. Описание ситуаций, в которых были лишь Князь Владимир Василькович и княгиня Ольга Романовна, а также подробное описание как свадьбы князя Владимира Васильковича, так же и его похорон.
Возможным подтверждением переезда Ольги Романовны в Кобрин может являться то, что последние строки летописи писались как бы за пределами Владимира-Волынского. Записи о смерти Пинского и Степанского князей звучат как донесённые издалека вести, а попасть в кодекс княгини Ольги они смогли именно потому, что Степанское и Пинское княжества расположены недалеко от Кобрина.
В 2009 году в городе Кобрине был установлен бронзовый памятник в честь Владимира и Ольги работы скульптора Александра Ивановича Лыщика.